# Се Цзялинь
Се Цзялинь (кит. трад. 謝家麟, упр. 谢家麟, пиньинь Xiè Jiālín; 8 августа 1920, Харбин, Китайская Республика — 20 февраля 2016, Пекин, КНР) — китайский учёный-физик, действительный член (академик) Китайской академии наук.

## Биография и карьера
Родился в Харбине. Получил высшее образование по физике в Пекинском (тогда Яньцзинском) университете, закончив его в 1943 году.
В 1947 году уехал продолжать образование в США, получив к 1948 степень магистра физики в Калифорнийском технологическом институте, а к 1951 году — степень доктора философии Стэнфордского университета. Продолжил работать в США на базе медицинского центра Чикагского университета (согласно китайским источникам, был вынужден оставаться в США вместо возвращения на родину). К 1955 году разрабатывает для клиники им. Майкла Криза ускоритель электронов для лечения раковых опухолей, на тот момент — самый высокоэнергетический (50 МэВ) медицинский ускоритель в мире.
Вернувшись летом того же года в КНР, Се становится родоначальником китайских исследований в области ускорителей заряженных частиц на посту заместителя главы отдела ускорителей Института атомной энергии и заместителя директора Института физики высоких энергий Академии наук КНР. Несмотря на трудности в работе, связанные с политической изоляцией КНР и невозможностью использовать ряд существовавших в мире решений и покупать западное оборудование, уже к 1964 году Се завершает строительство и пуск первого в Китае линейного ускорителя с энергией 30 МэВ.
В 1980 году Се Цзялиня избирают действительным членом Китайской академии наук. В 1981—1986 годах он руководит созданием Пекинского электрон-позитронного коллайдера, а в 1987—1993 годах — создаёт первую в Азии лазерную установку на свободных электронах.
Помимо этого, Се занимал посты президента Китайского общества физики элементарных частиц, вице-президента Общества физики высоких энергий, был профессором ряда научных и высших учебных заведений Китая, включая Университет Цинхуа, Хуананьский технологический университет, Шанхайский институт ядерных исследований и Институт современной физики в Ланчжоу.
Умер в Пекине 20 февраля 2016 года.

## Некоторые публикации
- Xie Jialin, Zhuang Jiejia, Wang Youzhi, Zhong Shicai. Design considerations of the Beijing free electron laser project (англ.) // Nuclear Instruments and Methods in Physics Research Section A: Accelerators, Spectrometers, Detectors and Associated Equipment. — 1988. — Vol. 272, no. 1–2. — P. 40-49. — doi:10.1016/0168-9002(88)90192-1.
- Xie Jialin, Zhuang Jiejia, Huang Yongzhang, Li Yonggui, Lin Shaobo, Ying Runjie, Zhong Yuanyuan, Zhang Lingyi, Wu Gang, Zhang Yuzhen, Chao Chunnong, Li Lihua, Fu Ensheng, Su Jing, Wang Yanshan, Wang Gang. The saturation of the Beijing FEL (англ.) // Nuclear Instruments and Methods in Physics Research Section A: Accelerators, Spectrometers, Detectors and Associated Equipment. — 1995. — Vol. 358, no. 1–3. — P. 256-259. — doi:10.1016/0168-9002(94)01341-1.

## Знаки признания научных заслуг
В 2011 году был удостоен высшей степени государственной премии КНР в области науки и техники.
В начале 2016 года, по инициативе Китайской академии наук имя Се Цзялиня было присвоено одному из астероидов, открытых в 1995 году китайской наблюдательной станцией Синлун.